# Jean Dolidier

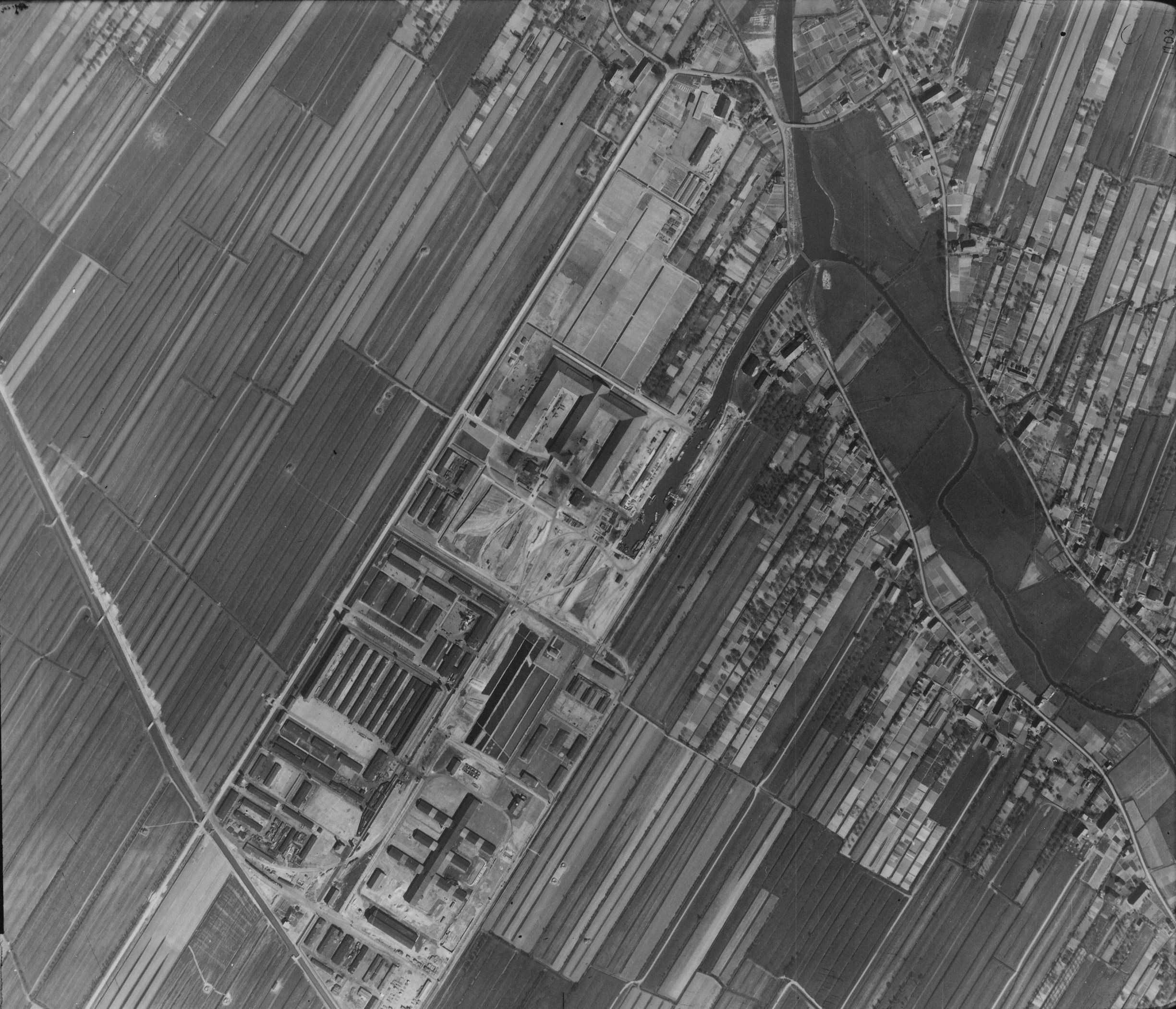
El camp de concentració de Neuengamme al 1945

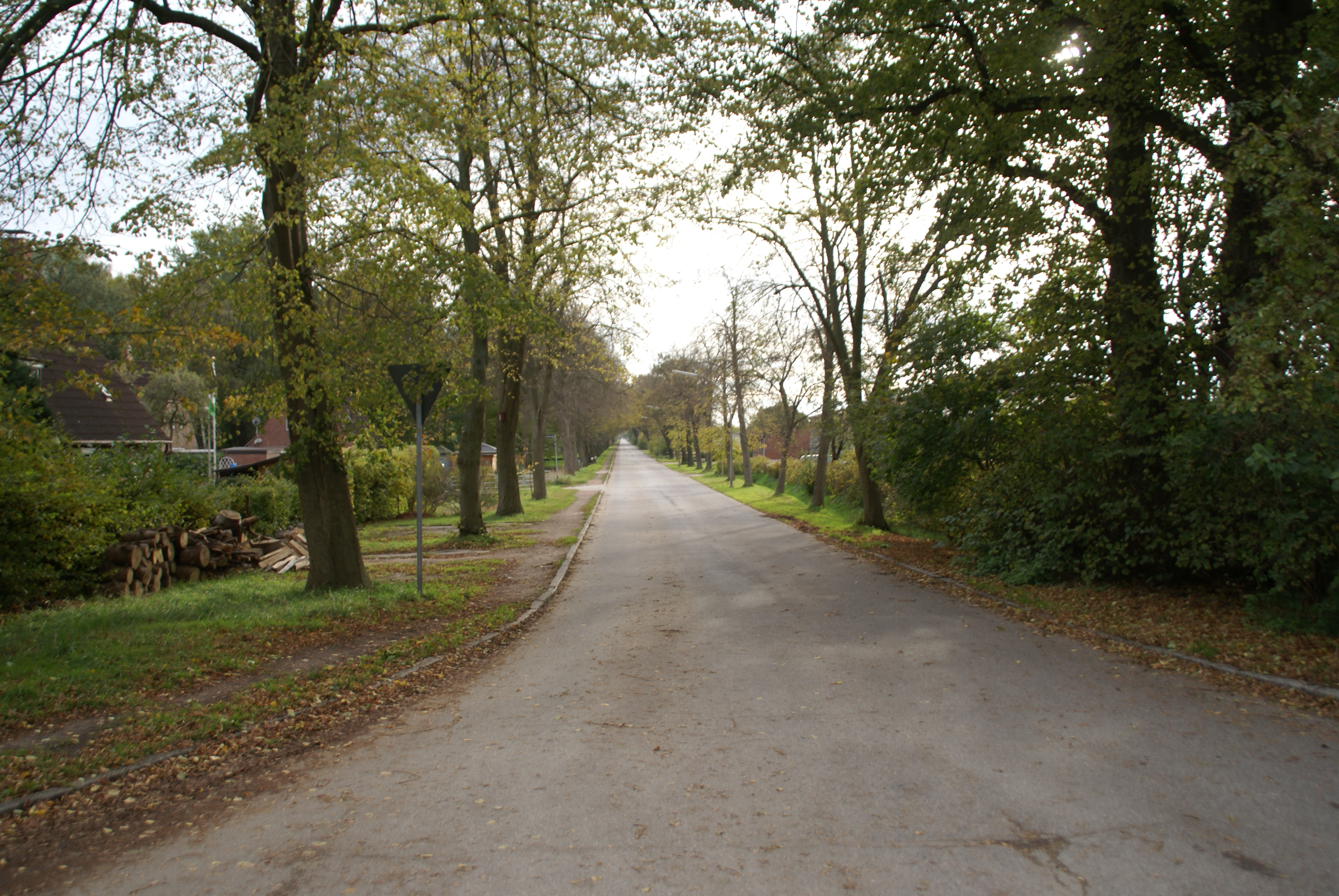
El carrer Jean-Dolidier-Weg a Neuengamme

Jean-Aimé Dolidier (30 d'abril de 1906 - 1971) era un obrer ebenista sindicalista de la Confederació General del Treball de França i un presoner supervivent del camp de concentració de Neuengamme a Hamburg a Alemanya.
Dolidier era un resistent francès capturat el 1943 i empresonat a la ciutadella de Sisteron abans de la seva deportació. Va ser un dels fundadors i president de l'Amicale internationale de Neuengamme. Des de 1953, va fer realitzar una primera columna commemorativa sobre el terreny de l'antic hort del camp, el Lagergärtnerei; un lloc al qual els SS feien escampar com a adob les cendres del crematori. Després de tornar a França va continuar la seva activitat per a millorar la seguretat social a Pierrefitte-sur-Seine. Va esdevenir el president de la caixa Caisse primaire centrale de la sécurité sociale de la Région Parisienne. A Pierrefitte-sur-Seine, una policlínica porta el seu nom des del 1972. A Neuengamme el carrer Neuengammer Heerweg que condueix al museu i al monument dedicats al camp, va ser rebatejat Jean-Dolidier-Weg el 1986.